# Campeonato Africano de Atletismo de 2024 - Lançamento de martelo masculino
A prova do lançamento de martelo masculino do Campeonato Africano de Atletismo de 2024 foi disputada no dia 25 de junho, no Estádio de Japoma, em Duala, nos Camarões.

## Recordes
Antes desta competição, os recordes mundiais e do campeonato nesta prova eram os seguintes:
|                       | Nome             | Nacionalidade   | Distância | Local      | Data                 |
| --------------------- | ---------------- | --------------- | --------- | ---------- | -------------------- |
| Recorde mundial       | Yuriy Sedykh     | União Soviética | 86m 74cm  | Estugarda  | 30 de agosto de 1986 |
| Recorde do campeonato | Mostafa Al-Gamel | Egito           | 79m 09cm  | Marraquexe | 13 de agosto de 2014 |
| Recorde africano      | Mostafa Al-Gamel | Egito           | 81m 27cm  | Cairo      | 21 de março de 2014  |

## Medalhistas
| Ouro                   | Prata                    | Bronze              |
| Mostafa El Gamel (EGY) | Ahmed Tarek Ismail (EGY) | Allan Cumming (RSA) |

## Cronograma
Todos os horários são locais (UTC+1).
| Data        | Hora  | Evento |
| ----------- | ----- | ------ |
| 25 de junho | 14:10 | Final  |

## Resultado final
A final ocorreu dia 25 de junho às 14:10.
| Posição           | Atleta                         | Nacionalidade | #1    | #2    | #3    | #4    | #5    | #6    | Resultado | Notas |
| ----------------- | ------------------------------ | ------------- | ----- | ----- | ----- | ----- | ----- | ----- | --------- | ----- |
| Medalha de ouro   | Mostafa El Gamel               | Egito         | x     | 65.13 | 65.78 | 69.93 | 70.15 | 72.88 | 72.88     |       |
| Medalha de prata  | Ahmed Tarek Ismail             | Egito         | x     | 70.18 | 70.71 | 70.18 | x     | x     | 70.71     |       |
| Medalha de bronze | Allan Cumming                  | África do Sul | 62.72 | 65.50 | 67.35 | x     | 69.43 | x     | 69.43     |       |
| 4                 | Mohsen Anani                   | Tunísia       | 67.32 | 67.33 | x     | 69.20 | x     | 68.91 | 69.20     |       |
| 5                 | Tshepang Makhethe              | África do Sul | 65.21 | x     | x     | 67.16 | 68.58 | 67.10 | 68.58     |       |
| 6                 | Dominic Ongidi Abunda          | Quênia        | x     | 54.01 | 57.39 | x     | 58.22 | x     | 58.22     |       |
| 7                 | Mintestot Abebe                | Etiópia       | 44.23 | 46.91 | 41.17 | 47.73 | 47.41 | 46.72 | 47.73     |       |
| 8                 | Don Wittz                      | Seicheles     | x     | x     | 44.69 | 42.42 | 44.58 | 41.45 | 44.69     |       |
| 9                 | Chucho Kebede                  | Etiópia       | 41.86 | 44.33 | x     |       |       |       | 44.33     |       |
| 10                | Abreham Biruk                  | Etiópia       | x     | x     | 41.22 |       |       |       | 41.22     |       |
| 11                | Billy Jospen Takougoum Kuitche | Camarões      | x     | x     | 22.05 |       |       |       | 22.05     |       |
| 99                | Kenya Sei                      | Serra Leoa    |       |       |       |       |       |       | DNS       |       |

Legenda
| Recorde mundial       | Recorde mundial (World record)               |                       | Recorde africano                      | Recorde africano (African) |                                           | Q | Classificado por posição (Qualified) |
| Recorde do campeonato | Recorde do campeonato (Championship record)  | Recorde da América    | Recorde da América (Americas)         | q                          | Classificado por melhor tempo (Qualified) |   |                                      |
| Melhor marca do ano   | Melhor marca do ano (World leading)          | Recorde asiático      | Recorde asiático (Asian)              | DNS                        | Não largou (Did not start)                |   |                                      |
| Recorde nacional      | Recorde nacional (National record)           | Recorde europeu       | Recorde europeu (European)            | DNF                        | Não terminou (Did not finish)             |   |                                      |
| Recorde pessoal       | Recorde pessoal do atleta (Personal best)    | Recorde da Oceania    | Recorde da Oceania (Oceania)          | DSQ / DQ                   | Desclassificado (Disqualified)            |   |                                      |
| Recorde da temporada  | Recorde da temporada do atleta (Season best) | Recorde sul-americano | Recorde sul-americano (South America) | NM                         | Sem marca (No mark)                       |   |                                      |